# 홍토수
홍토수(紅土水)는 두만강의 최상류로, 조선민주주의인민공화국과 중화인민공화국의 국경을 이루는 하천이다.
조선민주주의인민공화국의 발원지는 백두산 무두봉(無頭峰, 높이 1,930 m)의 북쪽 기슭이고, 중화인민공화국의 발원지는 백두산 천지 동쪽 29 km, 국경 1 km 북쪽에 있는 호수인 원지(圓池, 면적 0.04 km2)이다. 두 물줄기는 적봉(赤峰, 붉은봉) 부근에서 합수(合水)하고 동남쪽으로 10여 km를 흘러 내려가면 석을수가 합류한다.
1960년대 초에 조중 변계 조약에 따라 적봉의 합수 지점부터 국경 하천으로 정해졌고, 천지부터 적봉까지는 거의 일(一)자로 국경선이 합의되었다.

## 같이 보기
- 조중 변계 조약
- 두만강
- 백두산
- 천지
- 마천령산맥